# Lampaden (mythologie)
De lampaden (Grieks: Λαμπαδης) zijn vrouwelijke geesten uit de Griekse mythologie. Ze werden door de oppergod Zeus aan de titanide Hekate geschonken, nadat zij in de Titanomachie had gevochten aan de zijde van de Olympische goden. De lampaden droegen toortsen om het pad van hun meesteres te verlichten, en de Grieken dachten dat ze ook verantwoordelijk waren voor de visioenen die stervelingen hebben. Ze kunnen vergeleken worden met de "moderne" heksen.